# Stubbe (ätt)
Stubbe är ett namn för flera medeltida frälseätter från Finland, och för den adelsätt Stubbe med ursprung från Bollstad i Ingå socken, vilken adlades 1587 och introducerades 1625 på Sveriges Riddarhus med nummer 72, och utslocknade 1635 eller 1636.

## Gemensamma rötter
Lasse i Gästerby i Sibbo socken. Gift med Margareta i Härtonäs.
1. Lars Pedersson, till Vekkjärvi i Borgå socken. Domhavande i Borgå län
  1. Peder Larsson, länsman i Sibbo 1511.
    1. Nils Pedersson i Gästerby. Ingick arvskifte 1539 med sin hustrus broder Jakob Olofsson till Bollstad i Ingå socken. Gift med Margareta Olofsdotter, som levde 1539, dotter till frälsemannen Olof Jakobsson till Bollstad, stamfader för adliga ätten Stubbe till Bollstad. (nedan)
    2. Lars Pedersson, stamfader för adliga ätten Stubbe, nr 72 (se nedan)
      1. Olof Larsson till Väckjärvi (se Stubbe III nedan)

  2. Erik Larsson i Gästerby, levde 1545, stamfader för adliga ätten Ekelöf.
  3. Margareta, gift med Lars Mattsson i Sarvlaks, stamfader för adliga ätten Creutz.

## Äldre frälseätten Stubbe till Bollstad
Denna frälsesläkt är känd sedan 1444, och förde i vapnet ett jägarhorn med en stubbe till hjälmprydnad. Utslocknade innan Svenska Riddarhuset hade bildats.
Jeppe Olofsson adlades 1444 av Kristoffer av Bayern. 1471 fogde på Raseborg. Länsman i Ingå.
1. Olof Jacobsson till Bollstad (död omkring 1515)
  1. Kristina Olofsdotter, gift med Henrik Erlandsson Lindelöf.
  2. Olof Olofsson till Långstrand.
  3. Jakob Olofsson Stubbe avrättades 1599 på hertig Karls befallning, efter hans medverkan i klubbekriget, en sammanfattande benämning på en rad bondeuppror som pågick från den 25 november 1596 till den 24 februari 1597 i finländska Österbotten.
    1. Anna Jacobsdotter Stubbe, dotter till Jacob Olofsson, gift 1) med Claes Christersson Gyllenhierta nr 40 och 2) med Hermann Fleming
    2. Margareta Jacobsdotter, gift 1) med Lydik Påvalsson och 2) med  länsmannen i Ingå, Enevald Sigfridsson[1]

Ätten utdog före riddarhusets inrättande med hans son ryttmästaren Olof Jakobsson, vilken stupade 1614 i kriget mot Ryssland.

## Adliga ätten Stubbe III nr 72
Den så kallade Väckjärvisläkten vilken adlades år 1587 förde i vapnet en avbruten lindstubbe med rot och ett grönt löv på vardera sidan om stubben i blått fält, och har gemensamt ursprung med adliga och introducerade ätterna Ekestubbe och Ekelöf.
Olof Larsson till Väckjärvi  fick 1580 frihet och frälse på alla de gods han ärvt och förvärvat, adlades 1587 och var slottsfogde på Narva från 1584 fram till sin död 1589. Olof var gift med Elin Henriksdotter, dotter till frälsemannen Henrik Sarfve och Elin Henriksdotter, av finska adliga Sjundbysläkten.
1. Henrik Olofsson Stubbe till Vekkjärvi, ståthållare, var den förste i ätten som efter introduktionen på riddarhuset 1625, kallades Stubbe.
2. Gottskalk Olofsson som var hovjunkare, adlades 1589 för den trohet han bevisat konungarna Johan III och Sigismund. Följde sistnämnda konung till Polen. (andra källor påstår att han inte adlades eller introducerades, och tilläts inte bära namnet Stubbe. [3]

## Yngre frälseätten Stubbe II i Finland
Den yngre frälsesläkten Stubbe härstammade på mödernet från äldre frälsesläkten Stubbe, men förde i vapnet ett gumsehorn och på hjälmen en stubbe.